# فرودگاه گلنتانر
فرودگاه گلنتانر (به انگلیسی: Glentanner Aerodrome) یک فرودگاه همگانی است که یک باند فرود آسفالت دارد و طول باند آن ۹۶۵ متر است. این فرودگاه در کشور نیوزلند قرار دارد و در ارتفاع ۵۵۶ متری از سطح دریا واقع شده‌است.